# Rayyan Baniya
Rayyan Baniya (Bologna, 18 febbraio 1999) è un calciatore italiano naturalizzato turco, difensore del Trabzonspor.

## Biografia
È nato a Bologna, in Italia, da padre originario del Benin e madre turca.

## Caratteristiche tecniche
Difensore centrale dal fisico imponente, è abile nell'impostazione del gioco e nel colpo di testa.

## Carriera

### Club
Cresciuto nei settori giovanili di Modena e Verona, il 12 luglio 2018 viene ceduto a titolo temporaneo al Mantova. Il 12 luglio 2019 si trasferisce al Renate, con cui il 17 novembre segna la prima rete tra i professionisti, in occasione dell'incontro pareggiato per 1-1 contro la Pianese.
Il 19 agosto 2020 fa ritorno al Mantova, venendo però condizionato da gravi infortuni alle ginocchia.
Il 22 giugno 2021, Baniya passa a titolo definitivo al Fatih Karagümrük, squadra della Süper Lig turca; mentre il 18 agosto 2023, passa a titolo definitivo al Trabzonspor, con cui firma un contratto quadriennale, con opzione per un ulteriore anno.
Il 26 agosto 2024, dopo tre anni, fa ritorno in Italia accasandosi a titolo temporaneo con diritto di opzione al Palermo.
Il giorno dopo fa subito il proprio debutto in maglia rosanero, subentrando a Federico Di Francesco nei minuti finali della gara di campionato vinta di misura (0-1) contro la Cremonese. Il 30 settembre segna la sua prima rete nel successo per 3-1 in casa del Südtiriol. 

### Nazionale
Nell'ottobre del 2023, Baniya ha ricevuto la sua prima convocazione con la nazionale maggiore turca dal CT Vincenzo Montella per due gare di qualificazione agli Europei del 2024 contro Croazia e Lettonia.

## Statistiche

### Presenze e reti nei club
Statistiche aggiornate al 17 maggio 2025.
| Stagione                | Squadra                 | Campionato              | Campionato | Campionato | Coppe nazionali | Coppe nazionali | Coppe nazionali | Coppe continentali | Coppe continentali | Coppe continentali | Altre coppe | Altre coppe | Altre coppe | Totale | Totale |
| Stagione                | Squadra                 | Comp                    | Pres       | Reti       | Comp            | Pres            | Reti            | Comp               | Pres               | Reti               | Comp        | Pres        | Reti        | Pres   | Reti   |
| ----------------------- | ----------------------- | ----------------------- | ---------- | ---------- | --------------- | --------------- | --------------- | ------------------ | ------------------ | ------------------ | ----------- | ----------- | ----------- | ------ | ------ |
| 2018-2019               | Mantova                 | D                       | 29         | 1          | CI-D            | 4               | 0               | -                  | -                  | -                  | -           | -           | -           | 33     | 1      |
| 2019-2020               | Renate                  | C                       | 22         | 1          | CI-C            | 1               | 0               | -                  | -                  | -                  | -           | -           | -           | 23     | 1      |
| 2020-2021               | Mantova                 | C                       | 8          | 1          | -               | -               | -               | -                  | -                  | -                  | -           | -           | -           | 8      | 1      |
| Totale Mantova          | Totale Mantova          | Totale Mantova          | 37         | 2          |                 | 4               | 0               |                    | -                  | -                  |             | -           | -           | 41     | 2      |
| 2021-2022               | Fatih Karagümrük        | SL                      | 2          | 0          | TK              | 2               | 0               | -                  | -                  | -                  | -           | -           | -           | 4      | 0      |
| 2022-2023               | Fatih Karagümrük        | SL                      | 25         | 2          | TK              | 3               | 0               | -                  | -                  | -                  | -           | -           | -           | 28     | 2      |
| lug.-ago. 2023          | Fatih Karagümrük        | SL                      | 1          | 0          | TK              | 0               | 0               | -                  | -                  | -                  | -           | -           | -           | 1      | 0      |
| Totale Fatih Karagümrük | Totale Fatih Karagümrük | Totale Fatih Karagümrük | 28         | 2          |                 | 5               | 0               |                    | -                  | -                  |             | -           | -           | 33     | 2      |
| ago. 2023-2024          | Trabzonspor             | SL                      | 22         | 0          | TK              | 2               | 0               | -                  | -                  | -                  | -           | -           | -           | 24     | 0      |
| lug.-ago. 2024          | Trabzonspor             | SL                      | 0          | 0          | TK              | -               | -               | UEL+UECL           | 1+0                | 0                  |             | -           | -           | 1      | 0      |
| Totale Trabzonspor      | Totale Trabzonspor      | Totale Trabzonspor      | 22         | 0          |                 | 2               | 0               |                    | 1                  | 0                  |             | -           | -           | 25     | 0      |
| ago. 2024-2025          | Palermo                 | B                       | 29+1       | 2          | CI              | 1               | 0               | -                  | -                  | -                  | -           | -           | -           | 31     | 2      |
| Totale carriera         | Totale carriera         | Totale carriera         | 139        | 7          |                 | 13              | 0               |                    | 1                  | 0                  |             | -           | -           | 153    | 7      |